# 第一列島線

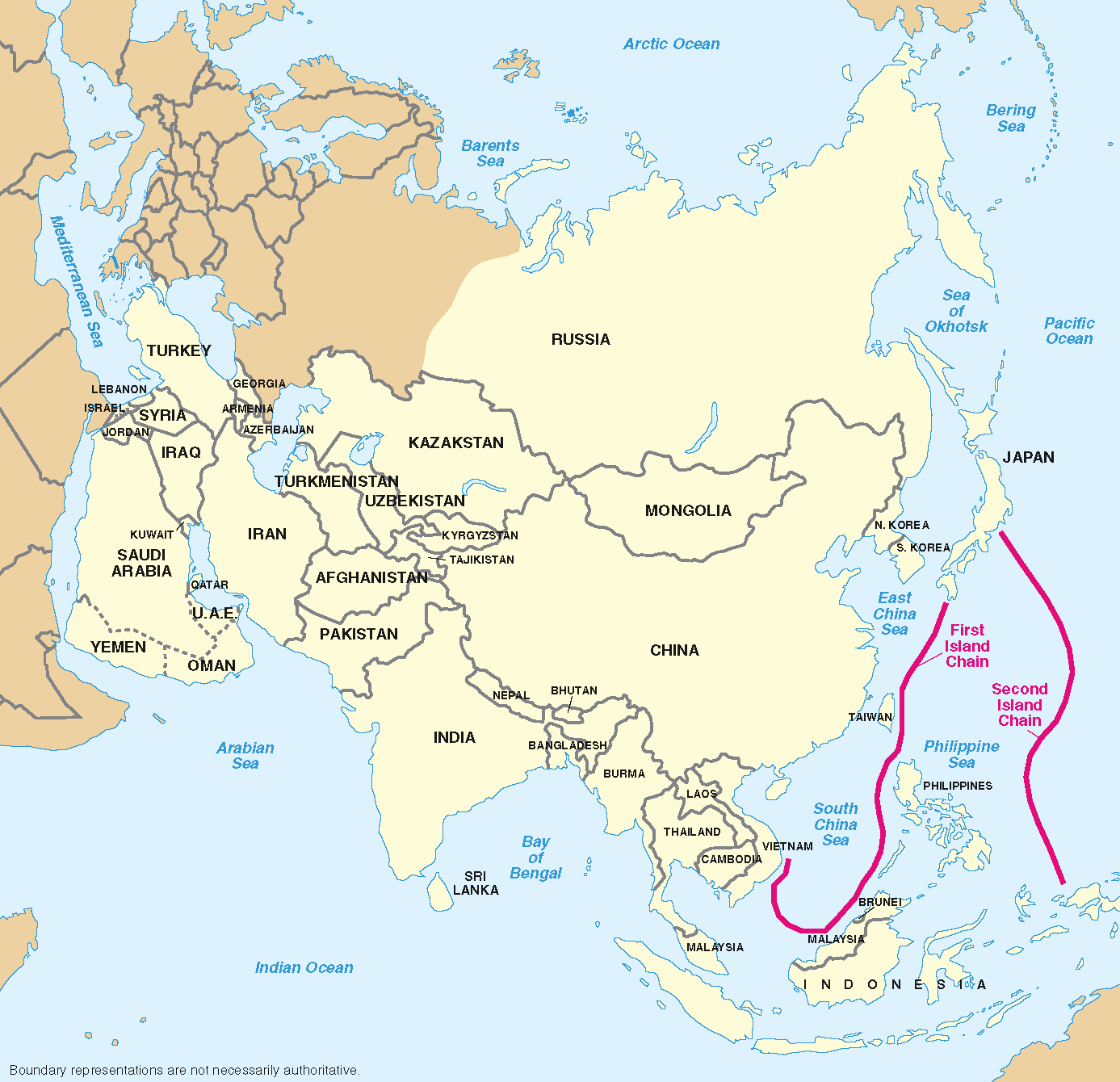
左が第一列島線、右が第二列島線

第一列島線（だいいちれっとうせん）および第二列島線（だいにれっとうせん）は、中華人民共和国の安全保障分野においての概念のことであり、武力介入の指標でもあり、対米防衛線でもある。
本来はアメリカ合衆国の中国封じ込め政策において設定された戦略ラインのことであった。

## 概要
もともとは1982年に、当時の最高指導者である鄧小平の意向を受けて、中国人民解放軍海軍司令員（司令官）・劉華清（1989年から1997年まで中国共産党中央軍事委員会副主席）が打ち出した中国人民解放軍近代化計画のなかの概念だが、1990年代以降の外交事情の変化によって殊更に重視される様になった。すなわち、1990年代までは、広大な国境線を接していたソビエト連邦への備えから、中国人民解放軍は陸軍を中心として組織されており、海軍は、沿岸防備を行う程度の沿岸海軍であったが、冷戦が終結してソ連が崩壊し、東欧同盟国を失ったロシアが中国との関係改善に動き国境問題が解決した結果、中国人民解放軍の課題は台湾問題となり、一方で、第二次天安門事件や台湾海峡危機の結果、中国人民解放軍の第一潜在仮想敵国はロシアから、台湾を支援するアメリカ合衆国に変わったからである。1993年には、李鵬首相が全国人民代表大会で「防御の対象に海洋権益を含める」と表明した。1997年に石雲生が海軍司令員に就任すると、沿岸海軍から「近海海軍」への変革を本格化させた。その中で打ち出された「海軍発展戦略」の中でも、第一列島線および第二列島線の概念が強調された。
法制面では、1992年に、尖閣諸島・西沙諸島・南沙諸島を中国の領土であると規定した「領海および接続水域法」（領海法）を施行し、海洋の管理権と海洋権益等に関する独自の法整備を行った。さらに1997年、国防の範囲に海洋権益の維持を明記した「国防法」を施行、さらに現在、国家海洋局が中心となって、島嶼の管理を強化する「海島法」の立法作業を進めている。

### 計画の目的
短期的には対米国防計画、長期的には中国が世界に同盟国を持つ覇権国家に成長するための海軍建設長期計画。具体的には、2010年までは第一列島線に防衛線を敷き、その内側の南シナ海・東シナ海・日本海へのアメリカ海軍・空軍の侵入を阻止することである。

### 計画の位置づけ
中国人民解放軍の最高意思決定機関は国務院（内閣）ではなく、国家中央軍事委員会であるが、1997年まで中央軍事委員会常務副主席であった劉華清が、鄧小平の意向に従って打ち出した方針と言われる。通例、中央軍事委員会主席は中国共産党中央委員会総書記が兼任するので、副主席は事実上軍のトップである。陸軍主導の中国人民解放軍にあって、劉華清は異例の海軍出身の副主席であり、当然海軍の最高実力者でもあった。鄧小平も劉華清も引退したが、中越戦争で陸・空軍近代化が、台湾海峡危機で海軍の近代化・強化が重要な事、及び米海軍が台湾武力併合の障壁になる事は誰の目にも明らかになり、計画の方向性の正しさが実証された為、現在も継続して推進されている。
但し当然の事ながらこれら第一、第二列島線概念は公式に対外的にアナウンスされた方針ではなく、あくまで人民解放軍内部の国防方針である。
同副主席が掲げた海軍建設のタイムスケジュール
- 「再建期」 1982-2000年 中国沿岸海域の完全な防備態勢を整備 ほぼ達成済み
- 「躍進前期」 2000-2010年 第一列島線内部（近海）の制海権確保。
- 「躍進後期」 2010-2020年 第二列島線内部の制海権確保。航空母艦建造
- 「完成期」 2020-2040年 アメリカ海軍による太平洋、インド洋の独占的支配を阻止
- 2040年 アメリカ海軍と対等な海軍建設

### 現在までの進捗状況
躍進期前期が5年ほどずれ込み2015年頃に近代化が一巡する見込みである。
- 新型の潜水艦発射弾道ミサイル搭載潜水艦である晋型原子力潜水艦の進水は2004年までずれ込み、1番艦実戦化は2010年前後、2-3番艦就役は2015年頃まで掛かりそうな状況
- J-6戦闘機（MiG-19）/Q-5攻撃機の寿命切れ・Su-27・J-10戦闘機・JH-7攻撃機等、新鋭機でのリプレースによる近代化が2015年に漸く一巡し、本土から1,500 kmまでは陸上航空兵力によって海上航空優勢が取れるようになる
- 2015年までにミサイル潜水艦が現状の28隻から40隻以上に増え、対地巡航ミサイル打撃力が増え、現在開発中の国産有線誘導魚雷Yu5の普及が進む。
- 2015年までに玉亭型揚陸艦などで構成される揚陸艦隊輸送力が米太平洋揚陸艦隊に追いつく見込み

## 第一列島線
第一列島線は、九州を起点に、沖縄、台湾、フィリピン、ボルネオ島にいたるラインを指す。中国海軍および中国空軍の作戦区域・対米国防ラインとされる。マスコミ発表ではこの第一列島線に日本列島の一部が含まれており、日本と中国の間には完全な相互不可侵条約である日中平和友好条約が有り両国間に問題は存在しないと信じている日本の一般国民には寝耳に水であったため、一時期問題となった。
中国海軍にとっては、台湾有事の際の作戦海域であり、同時に対米有事において、南シナ海・東シナ海・日本海に米空母・原子力潜水艦が侵入するのを阻止せねばならない国防上の必要のため、有事において、このライン内においては、制海権を握ることを目標として、戦力整備を行っており、また作戦活動もそれに準じている。
中国側の対米国防・生存権の立場から見るならば、少ない守備海空軍力で優勢な米海・空軍相手に米空母・原潜の南シナ海・東シナ海・日本海侵入阻止をするには島嶼線を天然の防波堤として利用するのは「軍事的地形利用としては」当然であるが、中国人民解放軍が想定した島嶼線は（中国の同盟国でもない）日本・台湾・フィリピン・インドネシアの領土/領海である。中国人民解放軍を統帥する国家中央軍事委員会の副主席であり中国海軍を掌握する劉華清提督がそのような「内部国防方針」を打ち出した事は、その話を聞いたこれら島嶼各国を困惑させた。
また、この区域内には、南沙諸島問題、尖閣諸島問題や東シナ海ガス田問題など、領土問題が存在しているため、第一列島線に関連する戦力整備・軍事行動は関連諸国の警戒を呼び起こしている。
中国は区域内の海域を「海洋領土」と呼称しており、海洋事業は国家発展戦略であるとしている。その原則に従って、1980年代より、中国の海洋調査船により、第一列島線区域において、海底の地形や水温などの緻密な海洋調査が行われてきた。
このことの背景としては海底資源調査だけでなく、海底地形や海水温分布、海水密度分布などのデーターの蓄積が（機雷戦を含む）潜水艦戦を有利に進めるために必須なこととも密接に結びついていると考えられている。
こうした流れの中で発生した2004年の漢級原子力潜水艦領海侵犯事件では、領海侵犯前に浮上航行を行って海上保安庁に写真を撮影され、領海侵犯後は日本の海上自衛隊の対潜哨戒機及び護衛艦にその行動を常に追跡され続けるという、1968-1972年設計の習作原子力潜水艦で、騒音対策が古い（140〜150デシベル）にしても錬度を疑われる失態を演じた。後にアメリカのロサンゼルス級原子力潜水艦によって、出航から帰港までを完全に追跡されていたことが明らかになり、同級原子力潜水艦の設計の古さと戦闘能力の低さを裏付ける結果となった。
ただし中国海軍は原子力潜水艦部隊を含めた戦力の拡充に対する意欲を未だ失っておらず、漢級原子力潜水艦領海侵犯事件時点では既に米ロサンゼルス級後期型、露ヴィクターIII級同等といわれる後継艦の商型が海上試験にはいっており、フランクアレイ・無反響タイル付の潜水艦だけでもキロ型11隻、元型2隻、宋型10隻（日本はおやしお型9隻。はるしお型には付いていない）なので、人民解放軍海軍の錬度がどうなのかは疑問だが、中国に於いてさえ1960年代末に設計された艦を探知したからといって油断できる状況ではなく、同海軍が今後日本に対する脅威に発展する可能性は十分にあるといえる。中国海軍は、2005年に「鄭和航海600年」を記念して、『500カイリ制海圏』構想を発表した。
中国の中学校歴史教科書には、かつて朝貢貿易を行っていた地域（シンガポールからインドシナ半島全域、タイ、ネパール、朝鮮半島、琉球など広大な地域）は、「清の版図でありながら列強に奪われた中国固有の領土である」と明記されており、中国では、これらの地域を本来の国境とは別の「戦略的辺疆」と呼んでいる。中国政府が東シナ海ガス田問題等の国際問題で発言する「争いのない中国近海」とは、「戦略的辺疆」の内側海域を指しており、中国固有の領土であるこの地域の安全保障・海洋権益は、中国の手により保全すべきというのが、中国の考えである。第一列島線とは、まさに「戦略的辺疆」のラインである。
しかし中国海軍の艦艇建造状況の遅延もあり、第一列島線を2010年までに完成させることはできなかった。

## 第二列島線
第二列島線は、伊豆諸島を起点に、小笠原諸島、グアム・サイパン、パプアニューギニアに至るラインである。近年に至るまで、中華人民共和国の海洋調査は、第一列島線付近までに留まっていたが、このところは第二列島線付近でも調査を行っている。海洋調査は他国の排他的経済水域内では行えないため、第二列島線付近にある沖ノ鳥島問題が持ち上がっている。
この第二列島線は、台湾有事の際に、中国海軍がアメリカ海軍の増援を阻止・妨害する海域と推定されている。中国海軍は従来、沿岸海軍であったが、日本や台湾を含む諸外国・諸政権の実効支配下にある第一列島線を突破して第二列島線まで進出することは、すなわち外洋海軍への変革を目指していると考えられ、その動向が国内外で注目されている。
中国海軍は、第二列島線を2020年までに完成させ、2040-2050年までに西太平洋、インド洋で米海軍に対抗できる海軍を建設するとしている。
現在、中国海軍は、インド洋においてはミャンマーと軍事協力関係にあり、ミャンマー西端のバングラデシュ国境近くのシュトウェとアンダマン諸島に接する大ココ島の港湾を借りて、自国の海軍基地にしている。シュトウェには通信施設を設置し、国境紛争や核開発で対抗関係にあるインドに対する情報収集を行っていると言われる。現在、パキスタン西部のオマーン湾の入口に当たるグワーダルでは、パキスタン国内およびカラコルム山脈を越えて中国新疆ウイグル自治区へと通じる物流ルートの起点とすべく、中国の援助で港湾整備を行っている。そして港が完成した暁には、商用・民間用途にとどまらず、グワーダル港を間借りして中国の海軍基地をも置く見込みであるといわれる。しかし、米中対立や新型コロナウイルスなどにより2020年までに第二列島線を完成させることはできなかった。

## 海軍発展戦略の要旨
1. 海軍の使命は、外敵による海上からの侵略の阻止、国土と海洋権益の防御、祖国統一である。
2. 「近海」とは戦略上の概念であり、その範囲は、中国が管理する全海域のみならず、以下の海域に存在する『中国固有の領土』も防衛範囲に含む。具体的には、日本から台湾、フィリピンにいたるラインを「第一列島線」と称し、このラインの内側を中国近海と位置づける。小笠原諸島からグアム・サイパンにいたるラインを「第二列島線」と称し、各種作戦を実行できるものとする。
3. 近海防御の目的は、中国の統一、領土及び海洋権益の保全である。中国を対象とする戦争に対処し、中国が平和で安定した環境の中で社会主義の現代化を進め、アジア太平洋地域及び世界の平和を保障する。